# たまがき

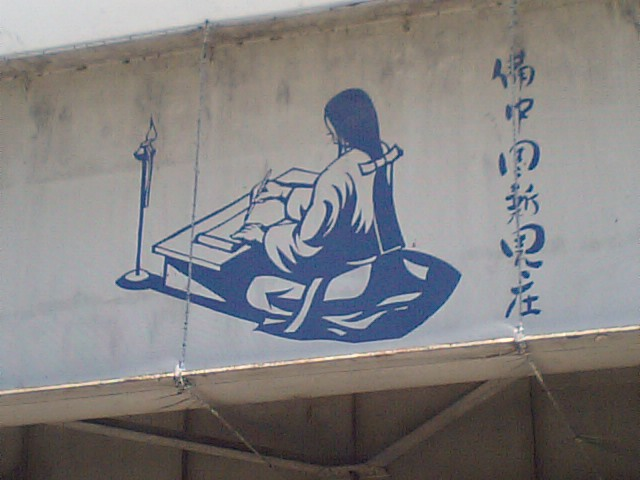
新見市の高速道路高架橋に描かれた「たまがき」

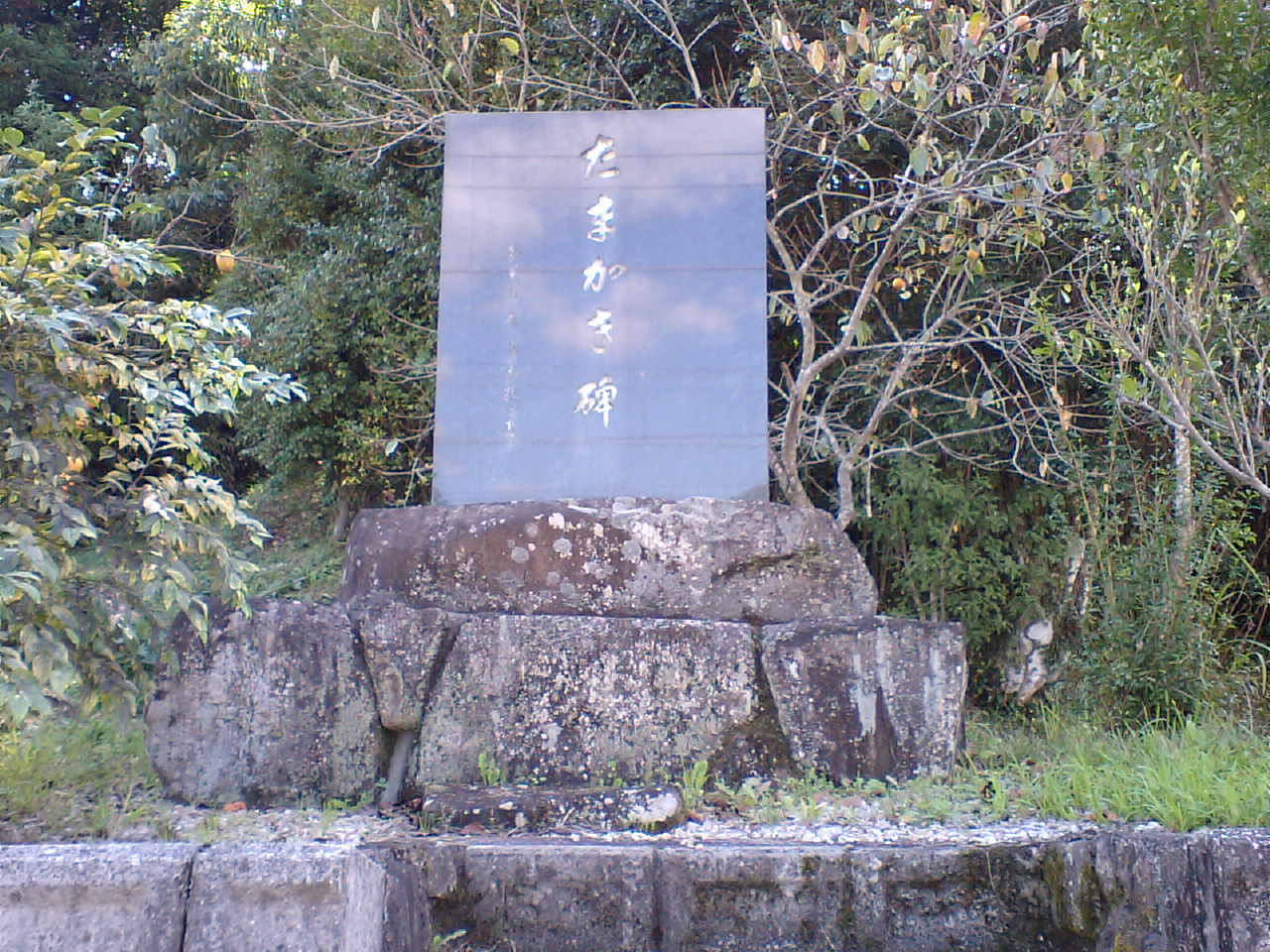
生家跡地に残る「たまがきの碑」

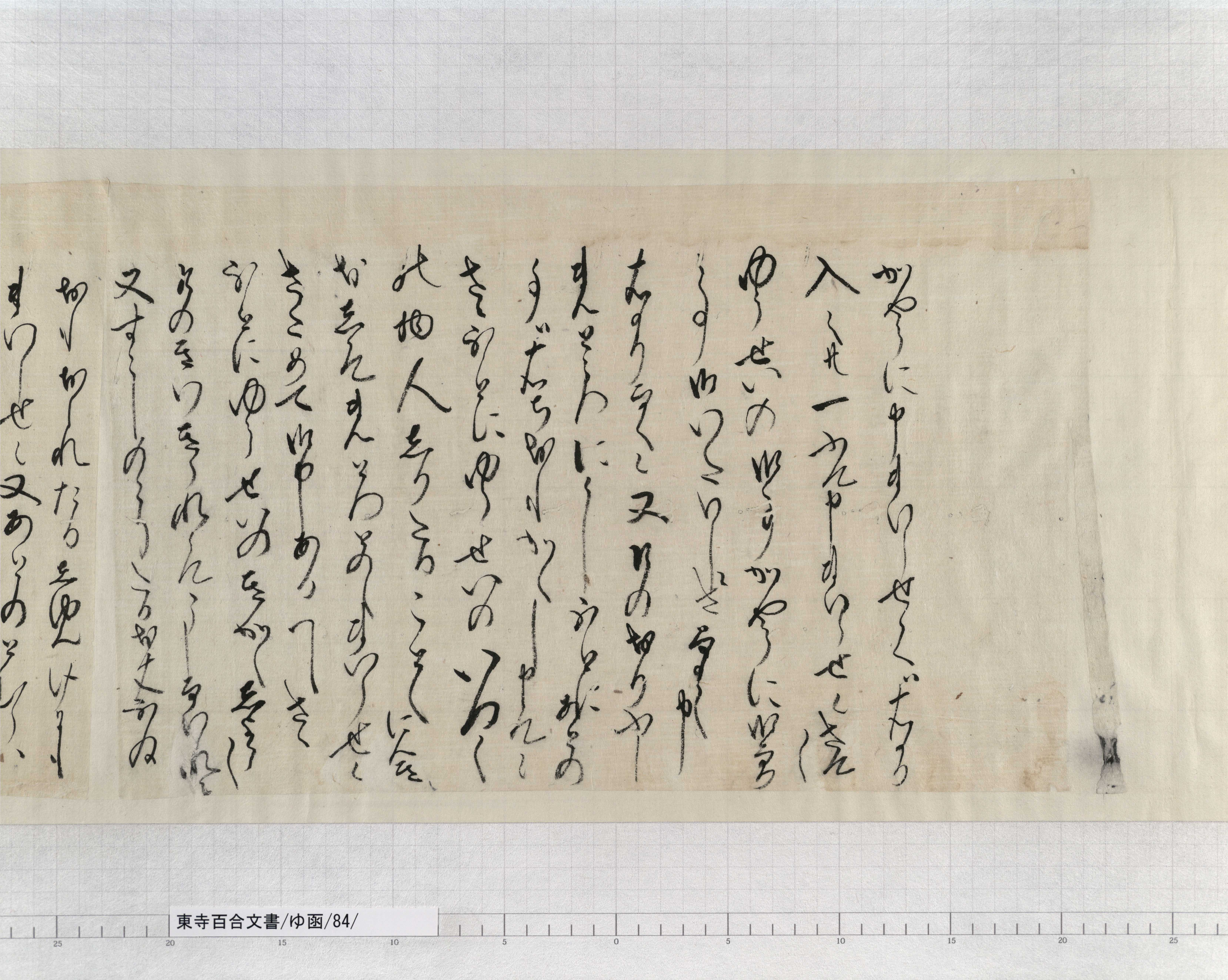
東寺百合文書ゆ函84　たまかき書状　「京都府立京都学・歴彩館 東寺百合文書WEB から」

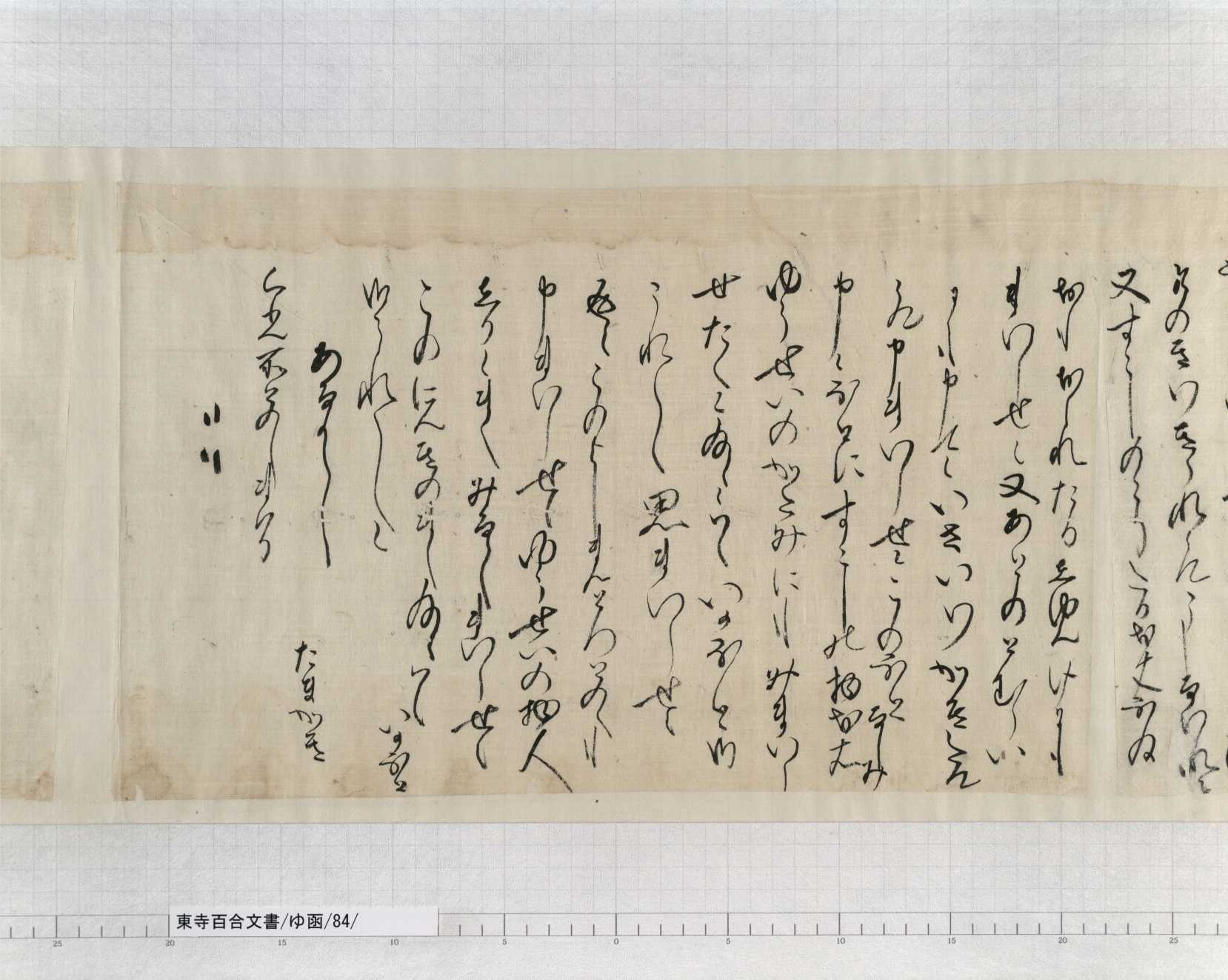
東寺百合文書ゆ函84　たまかき書状　「京都府立京都学・歴彩館 東寺百合文書WEB から」

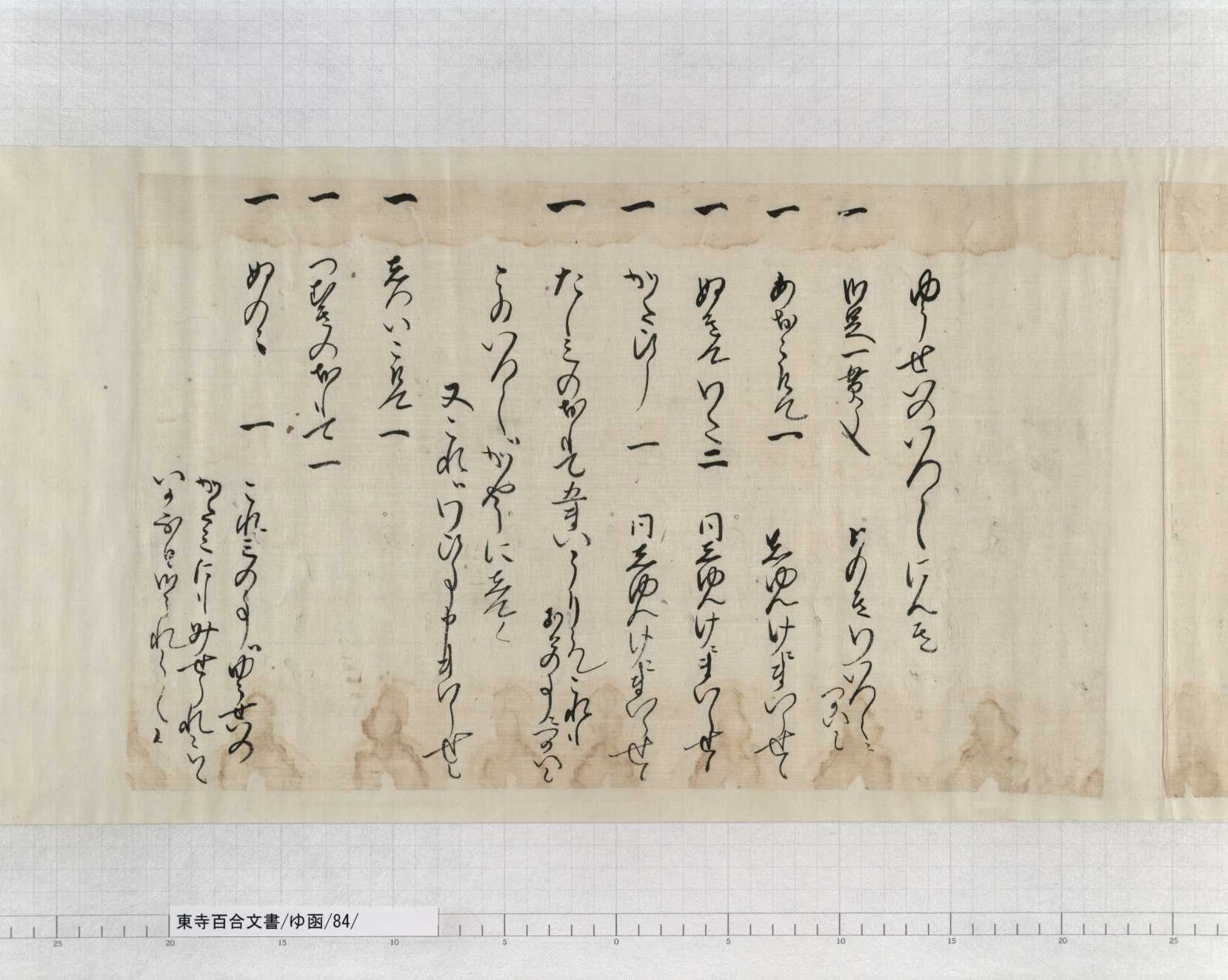
東寺百合文書ゆ函84　たまかき書状　「京都府立京都学・歴彩館 東寺百合文書WEB から」

たまがきまたはたまかき（生没年不詳）は、京都東寺領の新見庄（岡山県新見市）の荘官、惣追捕使の福本刑部丞の妹とされる人物。

## 人物・来歴
たまがきに関する直接的な史料は「東寺百合文書」（京都府立総合資料館蔵）の中の「たまかき書状」と「祐清注進状」などに限られている。
文献などによると、たまがきは、寛正3年（1462年）、東寺から直務代官として新見に着任した東寺の僧・祐清（ゆうせい）の身辺の世話をしていたらしい。
祐清は寛正4年（1463年）7月、年貢未納の名主・豊岡を追放したことを機に、隣接する相国寺領に住む豊岡の親族によって斬殺される。場所は現在の新見市上市近辺、岡山県道378号上市井村西方線の九の坂トンネル東側入り口付近と言われている。現場に新見市教育委員会設置の展示看板がある。
東寺に向けて祐清の遺品を求めた手紙が「たまかき書状」で、中世農村女性の自筆書状として全国的に珍しい史料といえる。
なお、この書状がたまがき自身がしたためた物であるか否か、また、たまがきが遺品を譲り受けることが叶ったのか、たまがきの年齢、祐清との関係などは伝わっていない。
新見市西方の新見公立短期大学南のJR伯備線線路脇には、彼女の生家である福本刑部丞邸跡地があり、そこに「たまがきの碑」があり、書状の一部が抜粋され刻まれている。
また、関連資料が市立新見美術館に展示されている。

## 内容

### 原文
かように申まいらせ候へは、はかり

入候へ共、一ふて申まいらせ候、さてさて

ゆうせいの御事、かやうに御なり

候事、御いたわしさ、なかなか申

はかりなく候、又そのおりふし、

まんところに候しほとに、あとの

事ハ、はちおもかくし申候て候、

さ候ほとに、ゆうせいのいろいろ

の物、人しりたることくにんき

おし候て、まんところとのへ、まいらせ候、

さためて御申あるへく候、さ候

ほとに、ゆうせいのきかへしようよう

そのきわきらせ候てうしなわれ候、

又すこしのこりたるおは、ほね

おもおられたるしゆんけにも

まいらせ候、又あとのとむらい

にも申して候、いさいハかきたて

候て申まいらせ候、このほとなしみ

申候ほとに、すこしの物おは、

ゆうせいのかたみにも、みまいら

せたく候、給候ハ、いかほと御

うれしく思まいらせ候、

返ゝこのよしまんところとのへも、

申まいらせ候、ゆうせいの物、人

しり候まゝみなみなまいらせ候、

このにんきのまゝ、給候ハ、いかほと

御うれしく候、

あなかしく、たまかき

くもん所とのへまいる

ゆうせいのいろいろにんき

一御足一貫文　そのきわいろいろニつかい候

一あおこそて　一　しゆんけニまいらせ候

一ぬきてわた　ニ　同しゆんけニまいらせ候

一かたひら　一　同しゆんけニまいらせ候

一たゝみのおもて五まいうり候てこれもあとの事につかい候

このいろいろハ、かようにして候、

又これハ、わひ事申まいらせ候、

一しろいこそて　一

一つむきのおもて　一

一ぬのこ　一

これ三の事ハ、ゆうせいの

かたミにもみせられ候ハ、

いかほと候うれしく候

### 大意
祐清の遺品の目録の報告、それの一部を売却し葬儀の費用に宛てたこと、また葬儀にあたった僧に寄進したことを報告するとともに残った遺品の一部である「白い小袖、紬の表、布子」を形見として賜りたいと願い出る内容である。

## 関連作品
テレビドラマ
- 『花の乱』（1994年 演：濱田万葉）

キャラクター
- 新見市商工会議所発行の地域商品券「たまがき券」のマスコットとして、キャラクター化された「たまがき」が採用されている。